# Catinia rosea
Catinia rosea is een eenoogkreeftjessoort uit de familie van de Catiniidae. De wetenschappelijke naam van de soort is voor het eerst geldig gepubliceerd in 2006 door Bjornberg & Kawauchi.